# Tristán de Jesús Medina
Tristán de Jesús Medina y Sánchez (Bayamo, 1831-Madrid, 1886) fue un escritor, poeta, presbítero, orador y periodista cubano.

## Biografía
Algunas fuentes apuntan que nació en 1833 si bien también se recoge como fecha de nacimiento el 23 de julio de 1831. Medina, que era natural al parecer de Bayamo, en Cuba, estudió en Madrid. Casado en su juventud, se hizo presbítero tras enviudar. Ossorio y Bernard señala en él una «apasionada y brillante oratoria sagrada»; en palabras de Enrique José Varona, Medina habría estado caracterizado en su labor como escritor por la fantasía y la verbosidad.
Fue amonestado más de una vez por la autoridad eclesiástica y abrazó el protestantismo, si bien más adelante ingresó de nuevo en la Iglesia católica, quedando sin embargo tras ello, según Ossorio, «obscurecido». Falleció el 2 de enero de 1886 en Madrid. En sus escritos de polémica periodística habría firmado con el seudónimo «Andrés Mattini». Escribió cuentos y poesía.